# Жуль Коттеньє
Жуль Коттеньє (фр. Jules Cottenier, 10 жовтня 1904 — 29 червня 1995) — французький футболіст, що грав на позиції захисника, півзахисника за клуб «Рубе» та національну збірну Франції.

## Клубна кар'єра
На клубному рівні грав протягом 1931–1935 років за «Рубе». 

## Виступи за збірну
1932 року дебютував в офіційних матчах у складі національної збірної Франції. Загалом протягом трирічної кар'єри в національній команді провів у її формі 4 матчі.
Помер 29 червня 1995 року на 91-му році життя.
| Дата      | Місто     | Господарі  | Результат | Гості   | Турнір           | Голи | Примітки |
| --------- | --------- | ---------- | --------- | ------- | ---------------- | ---- | -------- |
| 20-3-1932 | Берн      | Швейцарія  | 3 – 3     | Франція | товариський матч | -    |          |
| 26-3-1933 | Коломб    | Франція    | 3 – 0     | Бельгія | товариський матч | -    |          |
| 23-4-1933 | Коломб    | Франція    | 1 – 0     | Іспанія | товариський матч | -    |          |
| 10-5-1934 | Амстердам | Нідерланди | 5 – 4     | Франція | товариський матч | -    |          |
| Усього    |           | Матчів     | 4         |         | Голів            | 0    |          |